# 원방
원방은 대한민국의 건축자재 제조 회사이다.

## 연혁
- 1990 원방목재 설립
- 1995 원목문틀 및 창호설비증설
- 1999 아트원샤시 브랜드런칭
- 2002 ABS도어 제조설비 및 확장증설
- 2003 아트원도어 브랜드런칭
- 2005 제1공장 및 본사 사옥확장증설
- 2010 종합건축자재사업부 신설
- 2012 주식회사 원방아트창호 법인전환
- 2019 원방아르떼(ARTE) 브랜드 런칭
- 2020 가수 장윤정 모델 발탁
- 2021 원방아르떼 도어소책자 출시

## 도어
- 퓨어라인
- 웨인스 도어
- 포인트 도어
- 라인 도어
- 프리미엄 도어
- 스페셜 도어
- 베이직 도어
- 글라스 도어
- 키즈 도어
- 방화문

## 중문
- 리어 슈퍼슬림
- 리움 원슬라이딩
- 리움 접합글라스
- 리움 3연동
- 리움 글라스 중문
- 벨라 미닫이
- 벨라 양개도어
- 벨라 스윙도어

## 몰딩
- 천정1번
- 천정2번
- 천정3번
- 천정5번
- 직각2계단
- 직각3계단
- 직각4계단
- 마이너스
- 걸레받이
- 강화걸레받이
- 코너 소
- 코너 중
- 코너 대
- 루바
- 루바마감재
- 재료분리대 소
- 재료분리대 대
- 반달문선
- 문선몰딩 소
- 문선몰딩 중

## 시트
- 브룩시더
- WAL94 백색
- 펄백색
- US201 워시오크
- MQ808 오크
- FZ805 내츄럴
- 홍송
- 체리
- 0901 티크
- 월넛
- 크림티크
- 프렌치오크
- 쏘마오크
- 그레이오크
- 아카시아
- UR901-U3
- 골든오크
- 엘리오크
- MW602
- 펄블랙
- 연그레이
- 다크그레이
- 무지블랙
- 로얄블루
- 퓨어화이트
- 퓨어스카이
- 퓨어크림
- 퓨어블루
- 퓨어프렌치
- 퓨어그레이
- 퓨어블랙
- 순백색
- 소프트핑크
- 핑크
- 소프트민트
- 민트
- 옐로우
- 그린
- 블루
- 다크그린

## 하드웨어
- AH950(그립형)
- AH2002H 중
- AH2003H 대
- 오목이
- CR801 소
- CR802 중
- CG803 대
- C02L 소
- C02L 대

## 보드
- 카라화이트
- 라임화이트
- 라임옐로우
- 라임에보니
- 매트그레이
- 카키브라운
- 오션콤비나
- 콤비스카이
- 버미안티크

## 창호
- 대형 단창 이중창
- 소형 단창 이중창
- 발코니 전용 단창
- 발코니 전용 이중창
- 공틀 일체형 단창
- 판넬 전용창
- 분할 단창
- 분할 이중창
- 시스템 창호
- 터닝 도어

## 폴딩
- 일반폴딩
- 초슬림폴딩
- 글라스폴딩